# Иэки, Миёдзи
Миёдзи Иэки (яп. 家城巳代治 Иэки Миёдзи). Родился 10 сентября 1911 года в Токио, Япония — умер 22 февраля 1976 года. Кинорежиссёр и сценарист, один из виднейших представителей независимого кинематографа Японии 1950-х годов. Хотя он никогда не имел высокой репутации за пределами японского архипелага, Иэки был выдающимся постановщиком социального кинематографа, фильмы которого заслуживают восхищения своим интеллектом и человечностью. Его фильмы посвящены главным образом японской действительности XX века, отличаются тонким изобразительным мастерством и поэтичностью. Иэки — автор большинства сценариев поставленных им фильмов.

## Биография
Родившийся в Токио Миёдзи Иэки окончил в 1940 году филологический факультет Токийского университета. В том же году пришёл работать помощником режиссёра в студию «Офуна» кинокомпании «Сётику», где был ассистентом у Хэйноскэ Госё и Минору Сибуя.
Дебютировал в качестве режиссёра в 1944 году, поставив киноленту «Бурный поток». Этот фильм был заказан властями воюющей державы в целях повышения производительности на шахтах и показывал героя-шахтёра, стремящегося увеличить добычу угля. Проект изначально разрабатывался режиссёром Минору Сибуя, но затем перешёл к его ассистенту Иэки.
После войны Иэки поставил ряд фильмов молодёжной тематики. Во второй половине 1940-х годов: «Молодая кровь горит» (1947) и «Печальный свист» (с участием популярной юной певицы Хибари Мисоры, 1949).
В 1950 году Иэки был уволен из «Сётику» во время чистки подозреваемых в коммунистических симпатиях и в 1950-е годы своё режиссёрское мастерство он совершенствовал главным образом в независимом кинематографе. Поставленный режиссёром антивоенный фильм «Вслед за плывущими облаками» (1953) настолько взволновал массы зрителей, что породил серию военных фильмов об отрядах «специального назначения». Действие фильма происходит незадолго до окончания войны. База смертников-камикадзе на юге острова Кюсю. Слушатели школы военно-морской авиации ждут приказа о выступлении. Приказ может прийти в любой момент. В меру патетически и с некоторой дозой героики кинолента изображает будни курсантов, ожидающих смерти, веселье отчаявшихся людей, их примирения со своей участью, их самопожертвование и самообман.
Фильмом о школьном учителе «Огонёк» (1954) Иэки выразил озабоченность консерватизмом традиционных методов школьного обучения и масштабов нищеты в сельских районах.
В фильме «Сёстры» (1955, по роману Фуми Куроянаги) с лёгкой улыбкой рассказывается о двух сёстрах, живущих в маленьком городке, о том, как они превращаются из девочек в девушек, как в них растёт и укрепляется вера в светлое будущее и справедливость. В этом фильме наиболее отчётливо проявились специфические черты творчества Иэки.
По мнению многих исследователей творчества режиссёра, одним из лучших его фильмов признаётся «Сводные братья» (1957, по рассказу Торахико Тамия). Его тема — бурные проявления любви и ненависти в отношениях отцов и детей. Тематика киноленты развивается на фоне семейной жизни офицера – типичного  профессионального служаки старой армии — и сложных сословных отношений в его семье. Внутрисемейная жестокость становится микрокосмом более широкой тирании довоенного милитаристского режима, символизирует нравственное безумие и разложение японцев в эпоху от Мэйдзи до Сёва.
Начиная с 1958 года, когда творческая деятельность в рамках независимых студий стала почти невозможной, Иэки вплоть до 1965 года работал в кинокомпании «Тоэй». Здесь он поставил фильм «Обнажённое солнце» (1958). Повесть, которая легла в основу картины, написана рабочим-железнодорожником Кадзутоси Кимурой, и рассказывает юношескую драму, в которую вовлечены молодой паровозный кочегар и его возлюбленная. Следующая работа режиссёра «Замечательные девушки» (1959) посвящена жизни, любви, браку рабочих и работниц текстильной фабрики. Вышедшая в 1960-м году кинолента «Тайна» (по произведению Кацумото Сотомэ) вновь показала на экране образ молодого бедного рабочего, потерявшего отца и вынужденного содержать всю семью. Попав в затруднительное положение, герой совершает ограбление. В 1964 году Миёдзи Иэки был постановщиком фильма «Камень на обочине», четвёртой экранизации популярного одноимённого романа писателя Юдзо Ямамото, рассказывающего трогательную историю подростка, мечтающего получить образование и страдающего от тирании отца и покорной матери. В других фильмах, снятых Иэки в компании «Тоэй»: «Город» (1961), «Дни и ночи молодых людей» (1963), «Беглец» (1965) режиссёр также подробно описывал проблемы молодых людей.
За свою тридцатилетнюю карьеру в кинематографе Миёдзи Иэки снял по японским меркам не так много кинокартин — всего лишь 22, но тем не менее режиссёр снискал уважение в среде критиков и поклонников японского кино. Как отмечает известный американский киновед, большой знаток японского кино, Александер Джейкоби в своём справочнике о кинорежиссёрах Японии:
«В кинофильмах Иэки видно влияние его наставника Госё в их тонкой, недисциплинированной технике, реалистической структуре и человеческим деталям. Он умел передавать эмоции своих персонажей через тонкости жестов и выражений, и решать политические темы посредством личной драмы. Его работы заслуживают международного признания».

## Премии и номинации
XI международный кинофестиваль в Карловых Варах 1958 года
- Главный приз фестиваля — фильм «Сводные братья» (ex aequo — «Тихий Дон», СССР, реж. Сергей Герасимов).

IX Берлинский международный кинофестиваль 1959 года
- Премия юношеского кинематографа — лучший игровой фильм («Обнажённое солнце»).
- Номинация на «Золотого медведя» (главный приз фестиваля) — («Обнажённое солнце»).

## Фильмография
| Год         | Название по-русски             | Оригинальное название | Название на ромадзи           | Английское название в международном прокате | Исполнители главных ролей                      |
| ----------- | ------------------------------ | --------------------- | ----------------------------- | ------------------------------------------- | ---------------------------------------------- |
| 1940-е годы |                                |                       |                               |                                             |                                                |
| 1944        | «Бурный поток»                 | 激流                  | Gekiryū                       | Torrent                                     | Миэко Такаминэ, Эйтаро Одзава, Харуко Сугимура |
| 1947        | «Молодая кровь горит»          | 若き日の血は燃えて    | Wakaki hi no chi wa moete     | Young Blood Is Burning                      | Акира Ямаути, Тэйдзи Такахаси, Эйдзиро Тоно    |
| 1949        | «Печальный свист»              | 悲しき口笛            | Kanashiki kuchibue            | Sod Whistle                                 | Хибари Мисора, Ясуми Хара, Кэйко Цусима        |
| 1950-е годы |                                |                       |                               |                                             |                                                |
| 1950        | «Цветочная фантазия»           | 花のおもかげ          | Hana no omokage               | Appeemneeof a Flower                        | Тэйдзи Такахаси, Акира Ямаути, Юмэдзи Цукиока  |
| 1953        | «Вслед за плывущими облаками»  | 雲ながるる果てに      | Kumo nagaruru hate ni         | Beyond the Clouds                           | Исао Кимура, Кодзи Цурута, Исудзу Ямада        |
| 1954        | «Огонёк»                       | ともしび              | Tomoshibi                     | Light                                       | Кёко Кагава, Такэтоси Найто, Нобуо Накамура    |
| 1955        | «Сёстры»                       | 姉妹                  | Kyôdai                        | Sisters                                     | Хитоми Нодзоэ, Хитоми Накахара, Юко Мотидзуки  |
| 1955        | «От сердца к сердцу»           | 胸より胸に            | Mune yori mune ni             | From Heart to Heart                         | Инэко Арима, Минору Ооки, Ёсико Куга           |
| 1956        | «Когда цветёт магнолия»        | こぶしの花の咲く頃    | Kobushi no hana no saku koro  | When the Magnolia: Bloom                    | Хитоми Накахара, Миюки Кувано, Кунико Миякэ    |
| 1957        | «Сводные братья»               | 異母兄弟              | Ibo kyoudai                   | Stepbrothers                                | Рэнтаро Микуни, Кинуё Танака, Тёко Иида        |
| 1958        | «Обнажённое солнце»            | 裸の太陽              | Hadaka no taiyo               | The Naked Sun                               | Синдзиро Эхара, Сатоми Ока, Тацуя Накадай      |
| 1959        | «Замечательные девушки»        | 素晴らしき娘たち      | Subarashiki musumetachi       | Those Wonderful Girls                       | Сатоми Ока, Хитоми Накахара, Кинуё Танака      |
| 1960-е годы |                                |                       |                               |                                             |                                                |
| 1960        | «Тайна»                        | 秘密                  | Himitsu                       | The Secret                                  | Синдзиро Эхара, Ёсико Сакума, Исудзу Ямада     |
| 1960        | «Генерал снарядов»             | 弾丸大将              | Dangan taishō                 | The Brass-Pickers / General Bullet          | Хироси Минами, Исао Кимура, Тикагэ Авасима     |
| 1961        | «Город»                        | 街                    | Machi                         | The City                                    | Синдзиро Эхара, Рэнтаро Микуни, Исао Кимура    |
| 1962        | «Дни и ночи молодых людей»     | 若者たちの夜と昼      | Wakamonotachi no yoru to hiru | Young People by Night and Day               | Кацуо Накамура, Ёсико Мита, Сюдзи Сано         |
| 1963        | «Все наши дети»                | みんなわが子          | Minna waga ko                 | All Our Children                            | Хитоми Накахара, Тиэко Мисаки, Таниэ Китабаяси |
| 1964        | «Камень на обочине»            | 路傍の石              | Robô no ishi                  | The Wayside Pebble                          | Тикагэ Авасима, Сюити Икэда, Кацуо Накамура    |
| 1965        | «Беглец»                       | 逃亡                  | Tōbō                          | The Runaway                                 | Ёсико Сакума, Го Като, Синъити Тиба            |
| 1967        | «История Курохимэ» (анимэ)     | 黒姫物語              | Kurohime monogatari           | The Kurohime Story                          |                                                |
| 1969        | «Единственный ребёнок»         | ひとりっ子            | Hitorikko                     | The Only Child                              | Сэн Ямамото, Кадзуо Китамура, Юмико Фудзита    |
| 1970-е годы |                                |                       |                               |                                             |                                                |
| 1974        | «Любовь - она в зелёном ветре» | 恋は緑の風の中        | Koi wa midori no kaze no naka | Love Is in the Green Valley                 | Юскэ Сато, Миэко Харада, Куми Мидзуно          |

## Комментарии
1. ↑  В советском прокате фильм демонстрировался с августа 1958 года — опубликовано: журнал для работников кинопроката «Новые фильмы», 1958. Выпуск 3: Ориентировочный план выпуска новых художественных фильмов в 3 квартале 1958 года.